# 太平 (贤义王)
太平（？—1424年），15世纪（相当于中国明朝初年）的蒙古汗国瓦剌部首领，克埒古特氏。按托忒文史料，阿木古郎（太平）太师是克烈部的后裔，后来土尔扈特部的祖先。
乌格齐哈什哈死后，瓦剌为马哈木、太平、把秃孛罗所控制。1409年，明成祖封领马哈木（巴图拉）为顺宁王、太平为贤义王、把秃孛罗为安乐王。太平加金紫光禄大夫。多次和马哈木协作与阿鲁台作战。马哈木死后，一度执掌瓦剌诸部大权。1421年，率军攻打哈密，出兵亦力把里。1424年，马哈木的儿子脱懽杀死太平。其子捏烈忽即位。
薩冈《蒙古源流》认为布里牙特·乌格齐之子额色库（羅馬化：Esekü，书中称其为额色库汗）登基为汗，然而蒙古史学者认为这种说法是对《黄史》的曲解，《黄史》记载额色库娶额勒伯克的女儿萨穆尔公主（巴图拉的遗孀）为妻，把阿寨台吉和其母作为家奴役使，他死后瓦剌内乱，萨穆尔公主将阿寨台吉母子放回鞑靼（东蒙古），根本没有记载额色库称汗之事。而《黄金史》等其他蒙古文史书记载此时瓦剌拥立的蒙古大汗是斡亦剌歹。蒙古语中“额色库”有太平之意，有学者据此认为额色库就是明朝册封的瓦剌贤义王太平。且《新旧土尔扈特汗诺颜世谱》里的阿木古郎（амгалан）意思就是太平，世谱记载其别称为“Ka-i-ong”（与贤义王在蒙语中的转音对应）。